# Nans (Doubs)
Nans ist eine französische Gemeinde mit 92 Einwohnern (Stand: 1. Januar 2022) im Département Doubs in der Region Bourgogne-Franche-Comté.

## Geographie
Nans liegt auf 310 m, 14 Kilometer nördlich von Baume-les-Dames und etwa 40 Kilometer nordöstlich der Stadt Besançon (Luftlinie). Das Dorf erstreckt sich am südöstlichen Rand des Ognontals, am Nordfuß des Hochplateaus, das sich zwischen den Flusstälern von Doubs und Ognon ausdehnt, am Bach Drigeon unterhalb der markanten Felswand Roches de Nans.
Die Fläche des 3,20 km² großen Gemeindegebiets umfasst einen Abschnitt der gewellten Landschaft zwischen Doubs und Ognon. Der nördliche Teil des Gebietes ist relativ schwach reliefiert. Er wird durch den Bach Drigeon, der am Fuß eines steilen Talabschlusses von Nans entspringt, nach Westen zum Ognon entwässert. Nach Osten und Süden leitet eine ungefähr 120 m hohe Geländestufe bis auf das angrenzende wasserarme, verkarstete Hochplateau mit dem Mont Roland und dem Vorsprung von Nans über. Der Hang wird an verschiedenen Orten von einem Felsband gekrönt, das auch mehrere Höhlen aufweist. Besonders markant treten die Felsen im halbkreisförmigen Talabschluss oberhalb von Nans hervor. Auf der Hochfläche des Mont Roland wird mit 452 m die höchste Erhebung von Nans erreicht.
Nachbargemeinden von Nans sind Cubrial und Cubry im Norden, Uzelle im Osten, Fontenelle-Montby im Süden sowie Cuse-et-Adrisans im Westen.

## Geschichte
Verschiedene Funde weisen darauf hin, dass das Gemeindegebiet von Nans schon sehr früh besiedelt war. Als frühestes Zeugnis der Anwesenheit des Menschen gelten zwei Tumuli aus der Hallstattzeit (ungefähr 600 vor Christus). Auf der Klippe über dem Ort findet sich noch der große Ringwall einer keltischen Wehranlage. Im Mittelalter, vermutlich im 13. Jahrhundert, wurde die Burg Nans gegründet. Die hier ansässige Adelsfamilie fungierte als Vasallen der Herren von Rougemont und später der Herren von Neuchâtel (Baume-les-Dames). Die Burg wurde im Jahr 1475 während der Burgunderkriege von Schweizer Truppen zerstört. Eine Höhle, die ausgeweitet und befestigt wurde, diente während der Kriege immer wieder als Zufluchtsort für die Bevölkerung der Umgebung. Zeitweilig wurden hier auch Aussätzige untergebracht, denen man Nahrung mit langen Stangen in die Felswand hinaufreichte. Zusammen mit der Franche-Comté gelangte Nans mit dem Frieden von Nimwegen 1678 definitiv an Frankreich. Heute ist Nans Teil des Gemeindeverbandes Deux Vallées Vertes.

## Sehenswürdigkeiten
Die Kapelle Sainte Maria Goretti wurde 1954 am Ortsrand erbaut. Von der mittelalterlichen Burg sind Grundmauern erhalten. Das Mauerwerk der Höhlenburg in der Felswand der Roches de Nans stammt aus dem 19. Jahrhundert. Der Ortskern ist geprägt durch zahlreiche, teils typische ehemalige Winzerhäuser im traditionellen Stil der Franche-Comté aus dem 16. bis 19. Jahrhundert.

## Bevölkerung
| Jahr                       | 1962 | 1968 | 1975 | 1982 | 1990 | 1999 | 2004 | 2016 |
| Einwohner                  | 87   | 89   | 91   | 99   | 95   | 88   | 81   | 102  |
| Quellen: Cassini und INSEE |      |      |      |      |      |      |      |      |

Mit 92 Einwohnern (Stand 1. Januar 2022) gehört Nans zu den kleinsten Gemeinden des Départements Doubs. Nachdem die Einwohnerzahl in der ersten Hälfte des 20. Jahrhunderts deutlich abgenommen hatte (1886 wurden noch 230 Personen gezählt), wurden seither nur noch geringe Schwankungen verzeichnet.

## Wirtschaft und Infrastruktur
Nans war bis weit ins 20. Jahrhundert hinein ein vorwiegend durch die Landwirtschaft (Ackerbau, Weinbau, Obstbau und Viehzucht) geprägtes Dorf. Daneben gibt es heute einige Betriebe des lokalen Kleingewerbes. Mittlerweile hat sich das Dorf auch zu einer Wohngemeinde gewandelt. Viele Erwerbstätige sind deshalb Wegpendler, die in den größeren Ortschaften der Umgebung ihrer Arbeit nachgehen.
Die Ortschaft liegt abseits der größeren Durchgangsstraßen an einer Departementsstraße, die von Rougemont nach L’Isle-sur-le-Doubs führt. Der nächste Anschluss an die Autobahn A36 befindet sich in einer Entfernung von ungefähr 15 Kilometern. Eine weitere Straßenverbindung besteht mit Fontenelle-Montby.